# Empty Pockets
Empty Pockets er en amerikansk stumfilm fra 1918 af Herbert Brenon.

## Medvirkende
- Bert Lytell som Dr. Clinton Worthing
- Barbara Castleton som Muriel Schuyler
- Peggy Betts som Pet Bettanny
- Malcolm Williams som Perry Merrithew
- Ketty Galanta som Maryla Sokalska